# Koninklijke Sterrenwacht van België

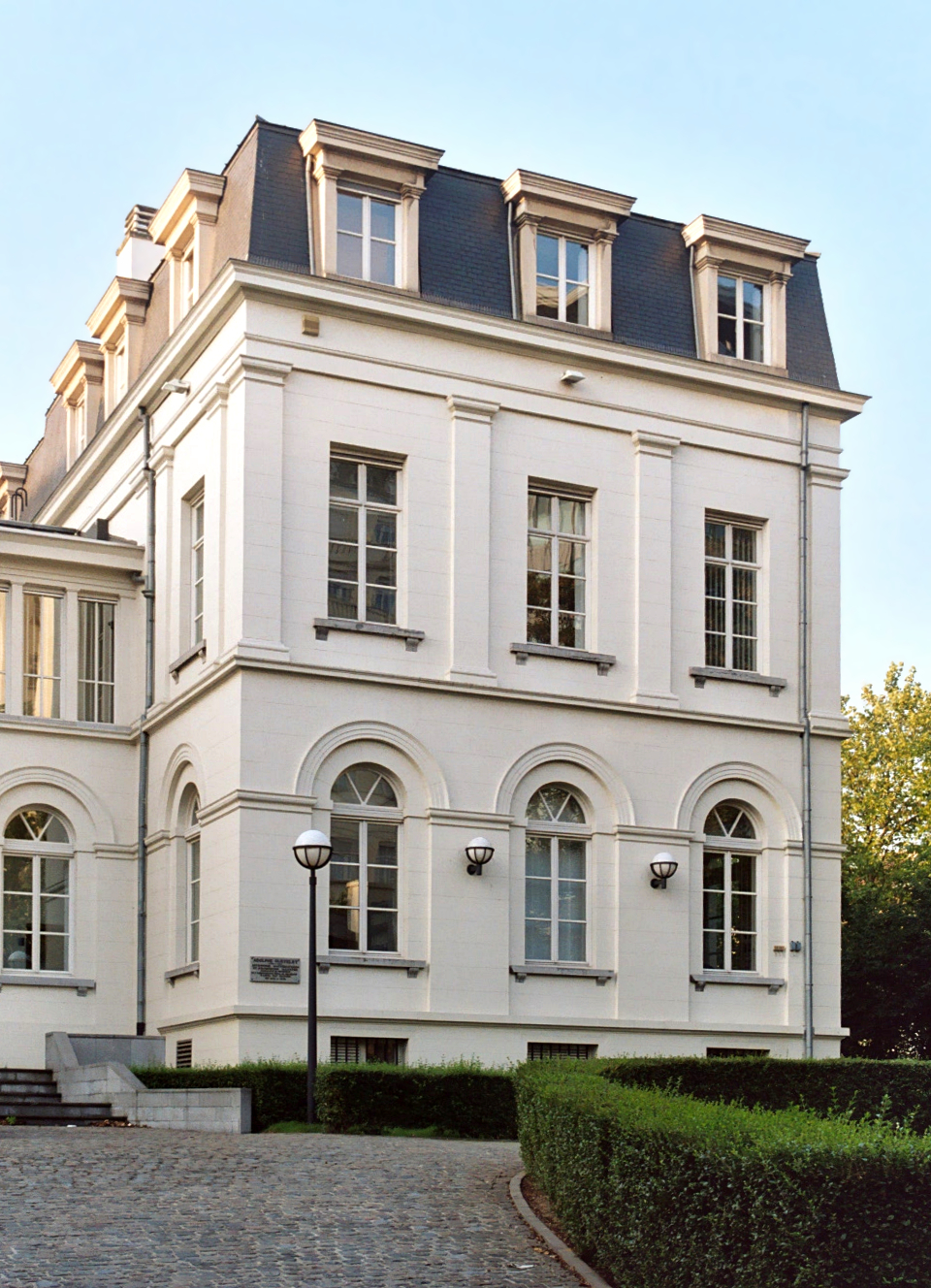
Het gebouw in Brussel waar de sterrenwacht van 1834 tot 1890 gevestigd was

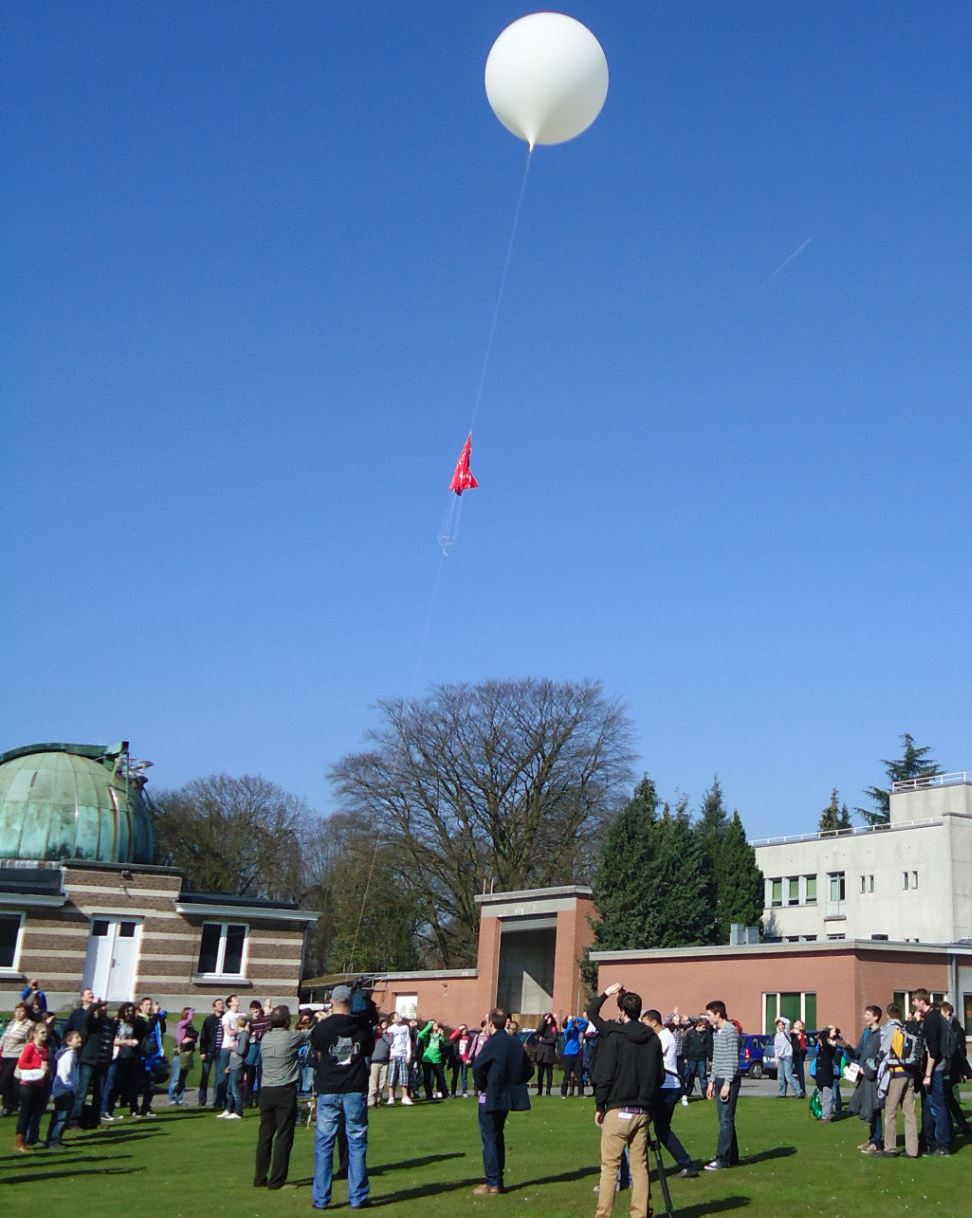
Koninklijke Sterrenwacht (links)

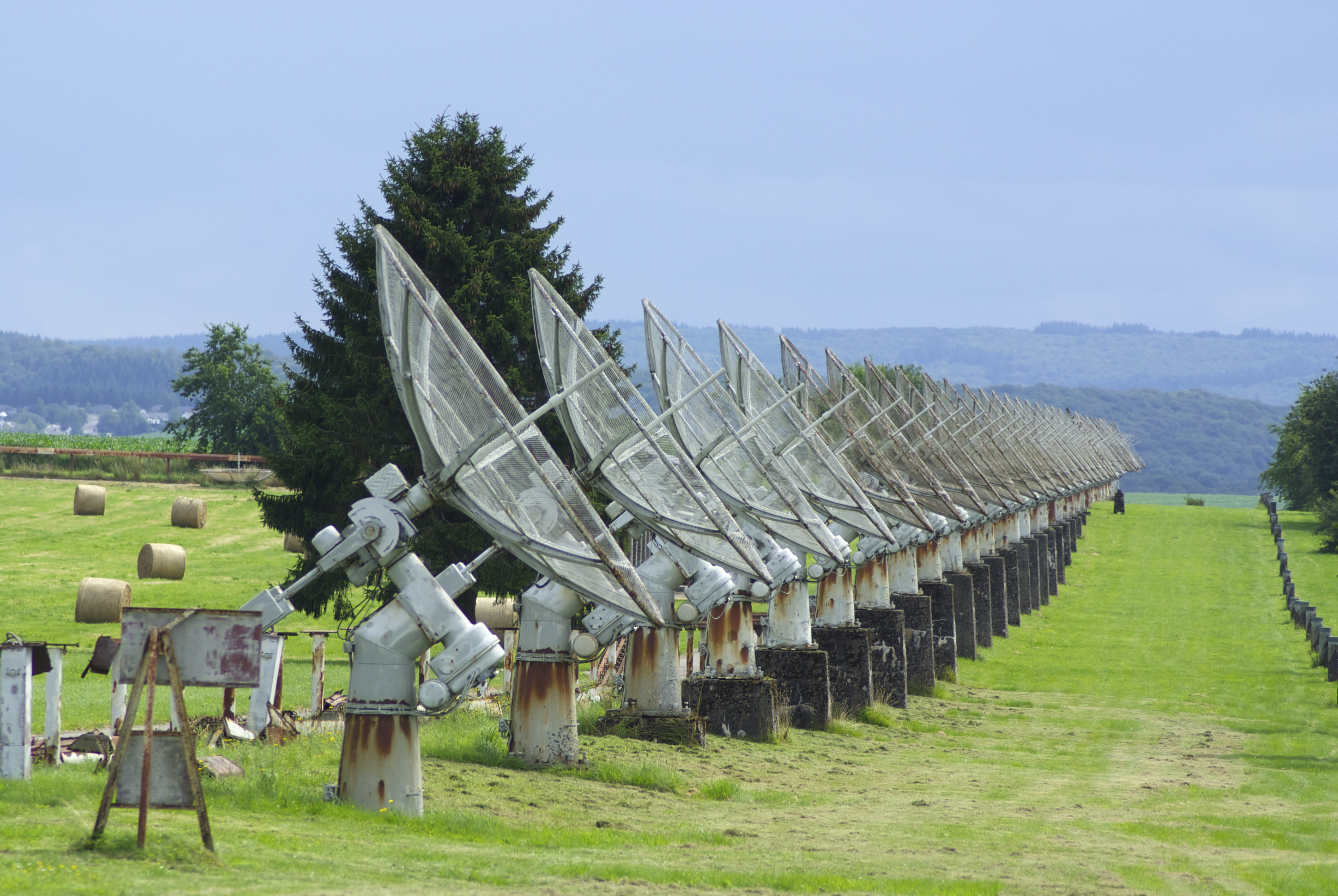
Het Humain Radioastronomy Station

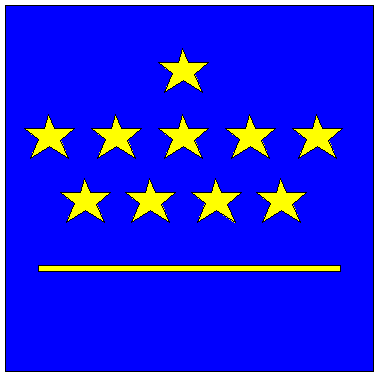
logo Koninklijke Sterrenwacht

De Koninklijke Sterrenwacht van België werd opgericht in 1826, nog voor het ontstaan van het onafhankelijke België, wanneer Willem I, de koning der Nederlanden, een Koninklijk Besluit ondertekent ter oprichting van een sterrenwacht in Brussel. Initiatiefnemer is de astronoom Adolphe Quételet, die in 1830 tot directeur van de instelling wordt benoemd door de voorlopige regering. Het duurde nog tot 1834 vooraleer het gebouw voltooid werd, en de toestellen in gebruik gesteld konden worden.
Enkele decennia later barst de Koninklijke Sterrenwacht van Brussel uit haar gebouw en er dringt zich een verhuis op, naar Ukkel, toen nog een dorp op het platteland ver verwijderd van de lichthinder van de grootstad. Hoewel de werkzaamheden al in 1883 van start zijn gegaan, kan de verhuizing pas in 1890 plaatsvinden. Ook de naam wordt uitgebreid: voortaan is de Sterrenwacht niet enkel ‘van Brussel’, maar ‘van België’ en mag daarenboven ook de titel 'Koninklijk' in zijn naam zetten.
In het begin omvatte de Sterrenwacht ook een meteorologische dienst, maar in 1913 werd die afgesplitst onder de naam Koninklijk Meteorologisch Instituut van België, beter bekend als "het KMI".
Van 1914 tot 1918, tijdens de Duitse bezetting, zet het KSB al zijn activiteiten stop. Het werd gebombardeerd op 20 augustus 1914 en heropgebouwd begin 1919. In de Tweede Wereldoorlog eisten de nazi’s het instituut op en maakten er een militaire sterrenwacht van. Het werd vernield door de Engelsen in 1944. 
Tussen 1941 en 1956 worden er vanuit Ukkel vier (inmiddels beroemde) kometen ontdekt, met behulp van de dubbele astrograaf: du Toit-Neujmin-Delporte, Arend (1951), Arend-Rigaux (1951) en de zeer spectaculaire en beroemde Arend-Roland.
Momenteel wordt er wetenschappelijk onderzoek verricht in de volgende domeinen: tijdsbepaling (rotatie van de aarde; GPS), Venus Express, Mars Express, seismologie, gravimetrie, astrofysica, dubbelsterren, studie van onze zon (zonnevlekken, voorspelling ruimteweer), baanberekening van de objecten in het zonnestelsel (planeten, kometen, planetoïden)
Men vindt er ook het geografisch nulpunt van België zoals gedefinieerd door het Nationaal Geografisch Instituut.

## Lijst van directeuren

### Periode tot 1898
- Adolphe Quetelet (1823-1874)
- Ernest Quetelet (1874-1876, waarnemend)
- Jean-Charles Houzeau (1876-1883)
- Jean Stas, Jean-Baptiste Liagre en Édouard Mailly (1883-1885, waarnemend)
- François Folie (1885-1897)
- Charles Hooreman (1897-1898, waarnemend)

### Periode 1898-1913: Eén instituut met twee diensten
- Charles Lagrange (1898-1900, dienst sterrenkunde) en Albert Lancaster (1898-1908, dienst meteorologie)
- Georges Lecointe (1900-1913, dienst sterrenkunde) en Jean Vincent (1908-1913, dienst meteorologie)

### na de afsplitsing van het Koninklijk Meteorologisch Instituut in 1913
- Georges Lecointe (1913-1925)
- Paul Stroobant (1925-1936)
- Eugène Delporte (1936-1947)
- Paul Bourgeois (1947-1963)
- Albert Velghe (1963-1981)
- Paul Baron Melchior (1981-1990)
- Paul Pâquet (1990-2002)
- Roland Verbeiren (2002-2005)
- Ronald Van der Linden (2005-heden)